# 大槻修治
大槻 修治（おおつき しゅうじ、1946年10月15日 - ）は、日本の俳優。身長168cm。ラッキーリバー所属。
日本大学文理学部中退。株式会社エーチームアカデミー講師。

## 出演作品

### 映画
- 修羅がゆく5 広島代理戦争（1997年）
- HANA-BI（1998年）
- 愚か者 傷だらけの天使（1998年）
- 菊次郎の夏（1999年） - 旅の途中で出会う人達
- アンゴウ（1999年）
- 雨音を聴く魚たち（2000年）※未公開作品[2]
- 人妻浮気調査 主人では満足できない（2001年） - 中山忠文
- 修羅のみち1 関東vs関西 全面戦争勃発（2001年） - 畑野秘書室長
- ダンボールハウスガール（2001年）
- DOG STAR ドッグ・スター（2002年）
- 海は見ていた（2002年） - 番太郎
- チキン・ハート（2002年）
- ねたのよい（2002年）
- 11'09''01/セプテンバー11（2003年）
- 六月の蛇（2003年）
- 座頭市（2003年）
- 未亡人教授 白い肌の淫らな夜（2004年） - 松沢正雄
- 官能の館 人妻昇天（2004年） - 小室
- 血を吐く仮面（2005年） - 矢野
- KUCHISAKE 口裂け（2005年）
- TAKESHIS'（2005年）
- 輪廻（2006年）
- るにん（2006年）
- 力道山（2006年）
- イヌゴエ 幸せの肉球（2006年）
- Life（2007年）
- いつかの君へ（2007年）
- 桃まつり presents 真夜中の宴 / 明日のかえり路（2008年） - 主演
- 陰獣（2008年）
- アキレスと亀（2008年）
- 感染列島（2009年）
- 真一文字 拳（2009年）
- 60歳のラブレター（2009年）
- ヴィヨンの妻 〜桜桃とタンポポ〜（2009年）
- パレード（2010年）
- SP THE MOTION PICTURE 革命編（2011年）
- こっぱみじん（2014年）
- おとなしい日本人
- Comic Eros〜ある戦いの記録
- シン・ゴジラ（2016年） - 大山修治（国家戦略担当大臣）
- 斬、（2018年）

### テレビドラマ
- 天うらら（1998年）
- 土曜ワイド劇場
  - 検察事務官 小錦ヤエ子2（1998年）
  - 捜査回避（2002年）
- パパ・レンタル中（1998年）
- 火曜サスペンス劇場
  - 遺留指紋（1998年）
  - 事件記者2（1999年）
  - 刑事・鬼貫八郎 第12作（2004年）
- はぐれ刑事純情派（1999年）
- 学校の怪談 春の呪いスペシャル 第1話（2000年）
- 月曜ドラマスペシャル 門脇葬儀店・本日も御愁傷様（2000年）
- NHK大河ドラマ
  - 北条時宗（2001年）
  - 花燃ゆ（2015年） - 三条西季知 役
  - いだてん〜東京オリムピック噺〜（2019年）
- OLヴィジュアル系 完結編!!（2001年）
- プリティガール〜Pretty Girls〜 第1話（2002年）
- オルファクト グラム（2002年）
- さくら 第47話（2002年）
- 茂七の事件簿 新ふしぎ草紙 第9話（2002年）
- 茂七の事件簿3 ふしぎ草紙 第4話（2003年）
- はみだし刑事情熱系 第11話（2004年）
- マイ☆ボス マイ☆ヒーロー 第7話（2006年）
- 慶次郎縁側日記2 第2話（2006年）
- イヌゴエ 第5話（2006年）
- 女帝 SUPER QUEEN 第5話（2007年）
- 1ポンドの福音 第1話（2008年）
- オトコマエ! 第2話（2008年）
- CHANGE 第4話（2008年） - 畑山
- ロト6で3億2千万円当てた男 第3話（2008年）
- Go Ape ゴー・エイプ（2009年）
- ゲゲゲの女房（2010年）
- 泣くな、はらちゃん 第3話（2013年）
- 孤独のグルメ Season3 第5話 （2013年8月7日、テレビ東京） - キャラヴァンサライ陶芸家風のオヤジ 役
- Oh,My Dad!! 第11話（2013年） - 泉田社長 役
- 吉原裏同心 第2話（2014年）
- Doctor-X 〜外科医・大門未知子 第1話（2014年）
- 美女と男子 第2話（2015年） - 床山
- 生きるとか死ぬとか父親とか（2021年） - 松本医師 役
- 日本沈没-希望のひと- 第7話（2021年11月28日、TBS）
- 飯を喰らひて華と告ぐ 第6話（2024年8月13日、MXテレビ） - トレーナー 役
- 風のふく島 第9話（2025年3月8日、テレビ東京） - 花農家 役[3]
- 相棒
  - Season7（2009年） - 「飛翔」マスター 役
  - Season14（2016年） - 村井流雲 役
  - Season21（2023年） - 山部政一 役

### オリジナルビデオ
- 監禁逃亡（1992年）
- 風俗の鉄人2 素股天国☆制服天国（1997年）
- REDZONE REIKO レッドゾーン・レイコ（1998年） - 沢井刑事
- パチスロ攻略王 GET LUCK アルゼ・スペシャル（1999年）
- 750ライダー1（2001年）
- 750ライダー2（2001年）
- 錬金の帝王2（2002年） - 甲田
- 稲川淳二の あなたの隣の怖い話（2004年）
- いわく憑き DOLL HOUSE（2004年）
- くりいむレモン 亜美の日記（2005年）
- 大阪最強伝説 喧嘩の花道4（2006年）
- 麻雀創世記 打天使 氷の女雀士 復讐の闘打（2008年）
- ドメスティック（2010年）
- 任侠沈没（2011年） - 粟侍我竜
- さびびれた絆 - 山城達次
- 喧嘩の極意
- TOKYO恋日記

### CM
- 三菱電機 エアコン
- 北陸ビール 博多の蔵出しビール
- フジカラー 写ルンです
- 学研 イマジン学園
- NTT
- 北陸電力
- NTTドコモ
- ダイワハウス
- 高橋酒造 焼酎しろ
- au
- 月桂冠
- 日本郵政

### ラジオドラマ
- ネガティブハッピー・チェーンソーエッヂ（2002年） - 校長

### ゲーム
- 428 〜封鎖された渋谷で〜（2008年） - 牧野卓

### Web
- 探偵事務所5 グッバイマザー

### CD
- 伊豆温泉グルメ殺人事件
- 街
- ミステリーウォーク

### ミュージック・ビデオ
- 緑黄色社会「結証」（2021年）[4]